# Roberto Kalil Filho
Roberto Kalil Filho CavMM (São Paulo, 7 de julho de 1959) é um médico cardiologista brasileiro, formado pela Universidade de Santo Amaro (UNISA). Desde 2011, é professor titular da disciplina de cardiologia da Faculdade de Medicina da Universidade de São Paulo (FMUSP) e também diretor clínico do Instituto do Coração (InCor) da FMUSP. Kalil fundou o Centro de Cardiologia do Hospital Sírio-Libanês, onde criou a residência médica em cardiologia. Ele também é padrinho da instituição Associação de Pais e Amigos dos Excepcionais (APAE) desde 2011 e supervisor do site de saúde Coração & Vida.

## Biografia
Roberto Kalil Filho fez a sua graduação em medicina na Universidade de Santo Amaro, formando-se em 1985. Nos quatro anos seguintes, fez residência médica no Hospital das Clínicas e no Instituto do Coração, com especialização em clínica médica e em cardiologia. Logo após o término da residência, Kalil foi para os Estados Unidos, onde, na Universidade Johns Hopkins por três anos, fez pesquisa básica e publicou trabalhos na área de doença coronária em revistas internacionais, concluindo seu doutorado e pós-doutorado. Após seus anos de estudo nos EUA, ele trouxe a técnica da imagem por ressonância magnética cardíaca para o Brasil.
Também é orientador da pós-graduação de cardiologia na Faculdade de Medicina da Universidade de São Paulo, lidera pesquisas nacionais e internacionais em cardio-oncologia, doença coronária e imagem em cardiologia.

## COVID-19
Em 30 de março de 2020, foi diagnosticado com COVID-19, doença causada pelo novo coronavírus. Ficou internado por dez dias, sendo submetido a tratamento com hidroxicloroquina e outros medicamentos. Em entrevista ao Jornal da manhã, da Rádio Jovem Pan, defendeu o uso da hidroxicloroquina desde que fosse uma opção médica debatida com cautela. Kalil recomendou, no entanto, que era preciso esperar o resultado de estudos científicos feitos por instituições como a Fundação Oswaldo Cruz (Fiocruz) para saber se droga efetivamente funcionava. Roberto Kalil Filho nunca defendeu o uso amplo da cloroquina, porém suas declarações de 2020 foram distorcidas, um ano depois, em publicações que alteraram o conteúdo de suas declarações.

## Pacientes famosos
Roberto Kalil Filho divide seu tempo entre o consultório, o InCor, a FMUSP e o Hospital Sírio-Libanês. Durante toda sua carreira, construiu uma base sólida científica e clínica e que o tornou um cardiologista conhecido no Brasil e no mundo. Ele também é médico oficial de artistas, empresários e políticos, dentre eles o atual presidente Luiz Inácio Lula da Silva, os ex-presidentes José Sarney, Dilma Rousseff e Michel Temer, o senador José Serra e diversas outras personalidades. Ainda em 2006, recebeu do vice-presidente José Alencar a condecoração da Ordem do Mérito Militar, no grau de Cavaleiro especial.